# روبن ميلر (كاتب)
روبن ميلر (بالإنجليزية: Roblimo)‏ هو صحفي وكاتب أمريكي، ولد في 30 أكتوبر 1952، وتوفي في 24 مايو 2018 بسبب نوبة قلبية.